# حکومت‌مندی
حکومت‌مندی (به انگلیسی: Governmentality) نظریه‌ای در باب قدرت است که توسط فیلسوف فرانسوی میشل فوکو مطرح شده است. این نظریه قدرت «حکومتی» را نه‌تنها از منظر سازوکارهایی که دولت‌ها از طریق آن بر مردم اعمال سلطه می‌کنند، بلکه همچنین از طریق ابزارها و فناوری‌هایی که افراد به‌واسطهٔ آن‌ها بر خود نظارت و کنترل اعمال می‌نمایند، مورد تحلیل قرار می‌دهد. به‌بیان دیگر، حکومت‌مندی ناظر بر شکل‌هایی از قدرت است که از دل عقلانیت‌های خاص حکمرانی پدید می‌آیند و به تنظیم رفتارها در سطوح خرد و کلان می‌پردازند.
حکومت‌مندی، به عنوان شکلی از قدرت، با انضباط یا مجازات دولتی که برای وادار کردن افراد به انجام عملی خاص، بر اجبار متکی است، متفاوت است. بلکه، حکومت‌مندی همچنین شامل قدرتی است که افراد در یک جمعیت برای خودگردانی دارند، که دولت می‌تواند از طریق ابزارهای غیراجباری مانند آموزش بر آن تأثیر بگذارد یا آن را هدایت کند.
مفهوم حکومت‌مندی در حوزه‌های انسان‌شناسی، تاریخ، حقوق، فلسفه، علوم سیاسی و جامعه‌شناسی کاربرد و پذیرش یافته است. از جمله محققان برجستهٔ این حوزه می‌توان به پیتر میلر، نیکلاس رز و میچل دین اشاره کرد.

## تاریخچه
مفهوم «حکومت‌مندی» (Governmentality) عمدتاً در فاصلهٔ سال‌های ۱۹۷۷ تا زمان درگذشت میشل فوکو در سال ۱۹۸۴ توسعه یافت، به‌ویژه در مجموعه سخنرانی‌های او در کالج فرانسه طی این دوره. این واژه اصطلاحی نوظهور است که ریشه و معنای آن محل بحث میان مفسران بوده است. برخی از شارحان بر این باورند که «حکومت‌مندی» ترکیبی از دو واژهٔ «government» (حکومت) و «mentality» (ذهنیت یا عقلانیت) است و به شیوه‌های خاص اندیشیدن و عقلانیت‌هایی اشاره دارد که در بنیان کنش‌های حکمرانی قرار دارند.
با این حال، این تفسیر مورد مناقشه است و گروهی دیگر استدلال می‌کنند که واژه مذکور صرفاً از ترکیب «government» و پسوند انتزاع‌ساز «-ality» ساخته شده است، و به همین دلیل باید آن را معادل با اصطلاح انتزاعی «governmentity» دانست، بی‌آن‌که لزوماً دلالتی بر «ذهنیت» داشته باشد.